# Central Government War Headquarters
Le Central Government War Headquarters est un complexe de 14 hectares construit sous 36 mètres de terre, en tant que quartier général de guerre du gouvernement du Royaume-Uni, la plaque tournante du pouvoir alternatif du pays en dehors de Londres pendant une guerre nucléaire ou un conflit avec l'Union soviétique. Il est situé à Corsham, dans le Wiltshire, dans une ancienne carrière de pierre souterraine, connue sous le nom de Spring Quarry.
Le complexe était connu sous les noms de "Stockwell", "Subterfuge", "Burlington", "Turnstile", "Chanticleer", "Peripheral" et "Site 3". Il a également été surnommé "Hawthorn" par le journaliste Duncan Campbell, qui l'a révélé pour la première fois dans son livre de 1982, War Plan UK. Peter Laurie en a également parlé dans son édition révisée de 1979 de Beneath the City Streets.
Le site est acquis pour la construction d'avions dans une usine souterraine par le Minister of Aircraft Production (en) en 1940. La construction a commencé à commencer au début des années 1950 et il rentre en service en 1955. Bien qu'il soit devenu obsolète peu de temps après sa construction, en raison de la capacité des missiles balistiques intercontinentaux à le cibler et de la formulation d’autres plans (comme PYTHON), le complexe a continué de jouer un rôle dans les plans de guerre et le site est resté en activité pendant plus de trente ans.

## Caractéristiques
D'une longueur de plus d'un kilomètre et comptant plus de 96 kilomètres de tunnels, le site avait été conçu pour accueillir non seulement le Premier ministre conservateur, Harold Macmillan et ses successeurs, mais également l'ensemble du Cabinet, des fonctionnaires et un ensemble de personnel de soutien interne.
Résistant aux explosions et entièrement autonome, le complexe peut accueillir jusqu'à 4 000 personnes en totale isolation par rapport au monde extérieur pendant trois mois. La ville souterraine était dotée de tous les équipements nécessaires à la survie, allant des hôpitaux aux cantines, cuisines et blanchisseries, en passant par les réserves de fournitures, les locaux d’hébergement et les bureaux. Un lac souterrain et une station d'épuration pourraient fournir toute l'eau potable nécessaire, tandis que douze énormes réservoirs pourraient stocker le carburant nécessaire au fonctionnement des quatre générateurs de la centrale électrique souterraine pendant trois mois. De plus l’air dans le complexe pourrait également être maintenu à une humidité constante et chauffé à environ 20 °C. Il était également équipé du deuxième central téléphonique le plus important de Grande-Bretagne, d’un studio de la BBC à partir duquel le premier ministre pouvait s’adresser au pays et d’un système interne Lamson Tube capable de relayer des messages, par air comprimé, dans l’ensemble du complexe.
Pour maintenir le secret du site, même pendant le compte à rebours de la guerre, il était envisagé de réunir 4 000 travailleurs essentiels dans une destination éloignée appelée Check Point. Warminster remplissait cette fonction et à partir de là, une flotte de camions de l'armée aurait transporté du personnel sur le site du CGWH. Environ 210 hauts fonctionnaires de Whitehall et leur personnel, ignorant de la même manière leur destination, devaient se réunir à la gare de Kensington (Olympia) sur la West London Line (en), avant de prendre le train spécial pour Warminster, puis un autobus jusqu'au Centre de formation d'infanterie. Là, ils seraient divisés en petits groupes pour terminer leur voyage par un voyage en camion de 37 kilomètres. Le Premier ministre devait rester à Downing Street jusqu'au dernier moment, avant d'être transporté par hélicoptère à Corsham.
L'installation a été divisée en 22 zones. Certaines zones ont été réaffectées au fil des ans, mais la répartition de l'espace en 1981 était la suivante:
- Zone 1: Installation de filtration de l’air (à l’origine, zone General Post Office, comprenant le central téléphonique).
- Zone 2: Centre d’opérations de la Royal Air Force (à l’origine des bureaux et un dortoir pour la chambre de commerce, le bureau de Sa Majesté, le bureau du ministre des sciences et le département de Lord Chancellor.)
- Zone 3: Bureaux et dortoirs de la Royal Air Force
- Zone 4: Zone de dortoir
- Zone 5: Dortoir et zone de magasins
- Zone 6: Cuisine et boulangerie
- Zone 7: Cantine
- Zone 8: Central téléphonique
- Zone 9: Hôpital et magasins (à l'origine une zone de dortoir)
- Zone 10: Bureaux du ministère des transports
- Zone 11: Bureaux du ministère des transports
- Zone 12: Cantine et blanchisserie
- Zone 13: Bureaux et dortoirs du ministère de l'électricité et du ministère de l'agriculture
- Zone 14: Premier ministre, cabinet de guerre, secrétariat du cabinet, bureaux des chefs d'état-major et dortoirs
- Zone 15: Commandant du site, bureaux du soutien et salle Lamson
- Zone 16: Bureau central de l'information, ministère de la Santé, ministère de l'Intérieur, ministère du Logement, du gouvernement local et studio de la BBC
- Zone 17: Bureaux du ministère du Travail et suites "logements spéciaux"
- Zone 18: Bureaux de l'amirauté, de la British Army et du ministère de la Défense
- Zone 19: Ateliers et production d'électricité
- Zone 20: Magasins
- Zone 21: Centre de communications
- Zone 22: Foreign Office, bureaux et dortoirs

En outre, il existait des zones de stockage d'eau et de combustible adjacentes aux zones de traitement de l'eau et de production d'énergie, non numérotées officiellement mais parfois désignées comme zones 23 et 24.
Les suites «hébergement spécial» de la zone 17 étaient beaucoup plus grandes que tous les autres hébergements, finies à un niveau beaucoup plus élevé et disposant chacune d'une salle de bain privée plutôt que des installations communes situées ailleurs dans le bunker. Ces suites auraient été destinées à la famille royale.

## Depuis la guerre froide
À la fin de la guerre froide, en 1991, le complexe encore inutilisé a été repris par le ministère de la Défense et maintenu en veille en cas de menace nucléaire future pour le Royaume-Uni.
En décembre 2004, le réservoir souterrain ayant été vidangé, vidé de tout carburant et de toute fourniture, le site est mis hors service. En octobre 2005, le ministère de la Défense annonce publiquement qu'il met le site en vente dans un contrat global incluant le CGWH ainsi que la base militaire située au-dessus de celui-ci. Les utilisations proposées incluent un « centre de données pour les entreprises de la City ou la plus grande cave à vin d’Europe ».
En octobre 2015, certaines zones du complexe, y compris le central téléphonique, ont été inscrites sur le registre historique « en péril » de l'Angleterre en raison de la menace immédiate de leur perte ou de leur endommagement.